# وارويك كولينز
وارويك كولينز (بالإنجليزية: Warwick Collins)‏ هو كاتب بريطاني، ولد في 14 ديسمبر 1948، وتوفي في 10 فبراير 2013.